# Chavagnes
Chavagnes é uma ex-comuna francesa na região administrativa da Pays de la Loire, no departamento de Maine-et-Loire. Estendeu-se por uma área de 16,21 km². Em 2010 a comuna tinha 4 062 habitantes (densidade: 250,6 hab./km²).
Em 1 de janeiro de 2017 foi fundida com as comunas de Martigné-Briand e Notre-Dame-d'Allençon para a criação da nova comuna de Terranjou.